# Platycerium madagascariense
Platycerium madagascariense är en stensöteväxtart som beskrevs av Bak. Platycerium madagascariense ingår i släktet Platycerium och familjen Polypodiaceae. Inga underarter finns listade.

## Bildgalleri

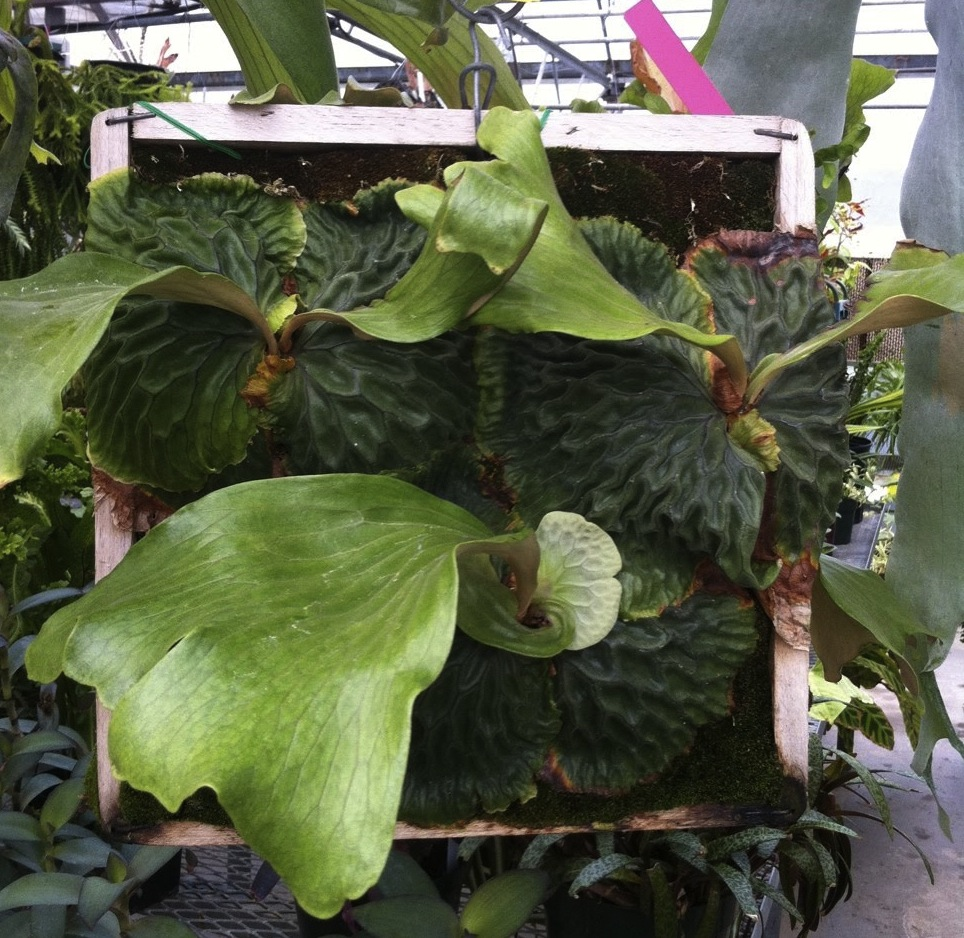
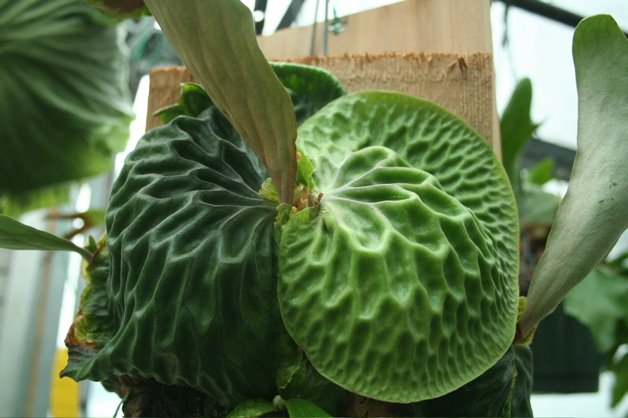